# Asarums kyrka
Asarums kyrka är en kyrkobyggnad belägen i orten Asarum i Karlshamns kommun. Den är församlingskyrka i Asarum-Ringamåla församling och tillhör Lunds stift och Svenska kyrkan.

## Historia
Asarums kyrka byggdes ursprungligen under 1100-talet eller början av 1200-talet och var då avsevärt mindre än den är idag. Dess plan är känd genom en bevarade ritningar från 1788 förvarad i Riksantikvarieämbetet. Kyrkan var uppförd i gråsten och bestod av ett rektangulärt långhus med ett lägre och smalare kor med absid. Till det inre var kyrkorummet välvt, troligen med tegel.  Under 1697-1706 utökades kyrkan i norr med en korsarm. 1749-1750 tillkom en korsarm i söder. 
Vid ett stort utvidgningsarbete i öster och väster 1797-1799 fick kyrkobyggnaden den nuvarande korsformiga planen och blev en korskyrka. Arkitekt för detta arbete var Gustaf Pfeffer. Årtalet för färdigställandet av ombyggnaden 1799 står att läsa ovanför huvudingången i väster. Exteriört är väggarna slätputsade och vitkalkade. Taket är täckt med kopparplåt. Interiört präglas kyrkorummet av ljus och rymd präglad av nyklassicismens stilideal. Taket täcks av ett trågvalv. Orgelläktaren kompletteras av sidoläktare med läktarunderbyggnader i södra och norra och korsarmarna.
Kyrkan saknar torn. En klockstapel är belägen på ett backkrön söder om kyrkogården. Det är en klockstapel som är inklädd med liggande brädor och spåntäckt. Stapelns klockvåning är försedd med fyra ljudluckor och en huv krönt med en spira och årtalet 1740. Klockstapeln omnämns annars 1665 varvid noteras fyra spirkrönta gavlar. I sitt tidigare skick verkar den varit lik stapeln vid Edestads kyrka. I klockstapeln hänger storklockan, enligt inskription gjuten 1724 och lillklockan gjuten av Anders Wetterholtz 1732.
Kyrkan har genomgått ett flertal renoveringar och restaureringar. En omfattande renovering ägde rum 1911 efter ritningar av arkitekt Axel Lindgren. Under en restaurering i mitten av 1950-talet upptäckte man en mängd bänkdörrar som hade namn på byar och gårdar i socknen. Man har uppskattat att dessa är från 1600-talet. Senaste restaureringen ägde rum 2011-2012.

## Inventarier[1]
- Dopfunten är från senare delen av 1200-talet och tillverkades på Gotland av kalksten och granit.
- Det finns även en dopfunt i trä, vilken tillkom 1876. Till denna dopfunt hör ett dopfat som kyrkoherde Fritz Witzell skänkte till kyrkan. Enligt inskriften på dopfatet tillhörde det en gång i tiden "den rövade grekiska kyrkoskatten".
- Altartavlan som föreställer "Korsfästelsen" målades av konstprofessor Bengt Nordenberg 1866. Tavlan omges av en altaruppställning som tillkom 1911 bestående av kolonner som bär upp en trekantigt tempelgavel med en strålsol i mitten.
- Altarringen är halvcirkelformad och försedd med balusterdockor.
- Södra korväggen pryds av en tidigare altartavla med motiv: "Kristi himmelsfärd". Tavlan är utförd av kyrkomålaren Pehr Hörberg och skänktes till kyrkan 1813 av kommerserådet Peter Fredrik Duwell på Gustafsborg.
- De två stora ljusstakarna på altaret är av malm och tillverkades 1639.
- Predikstolen är utförd 1876. Korgens fält är dekorerad med förgyllda symboler i form av lagens tavlor, kors, ankare och hjärta. Baldakinen tillkom 1912.
- Kyrkorummet har sluten bänkinredning i mittskeppet och korsarmarna som tillkom 1800.
- Sidoläktare i södra och norra korsarmarna.
- Orgelläktaren är byggd 1877.
- Två färgade glasfönster med motiv : "Jesu födelse" och "Kristi uppståndelse" komponerade 1936 av Agda Österberg, Varnhem.
- Gravstenarna på golvet lades dit 1829 men markerar inte några gravplatser utan ersatte ett tidigare trägolv.

## Bildgalleri

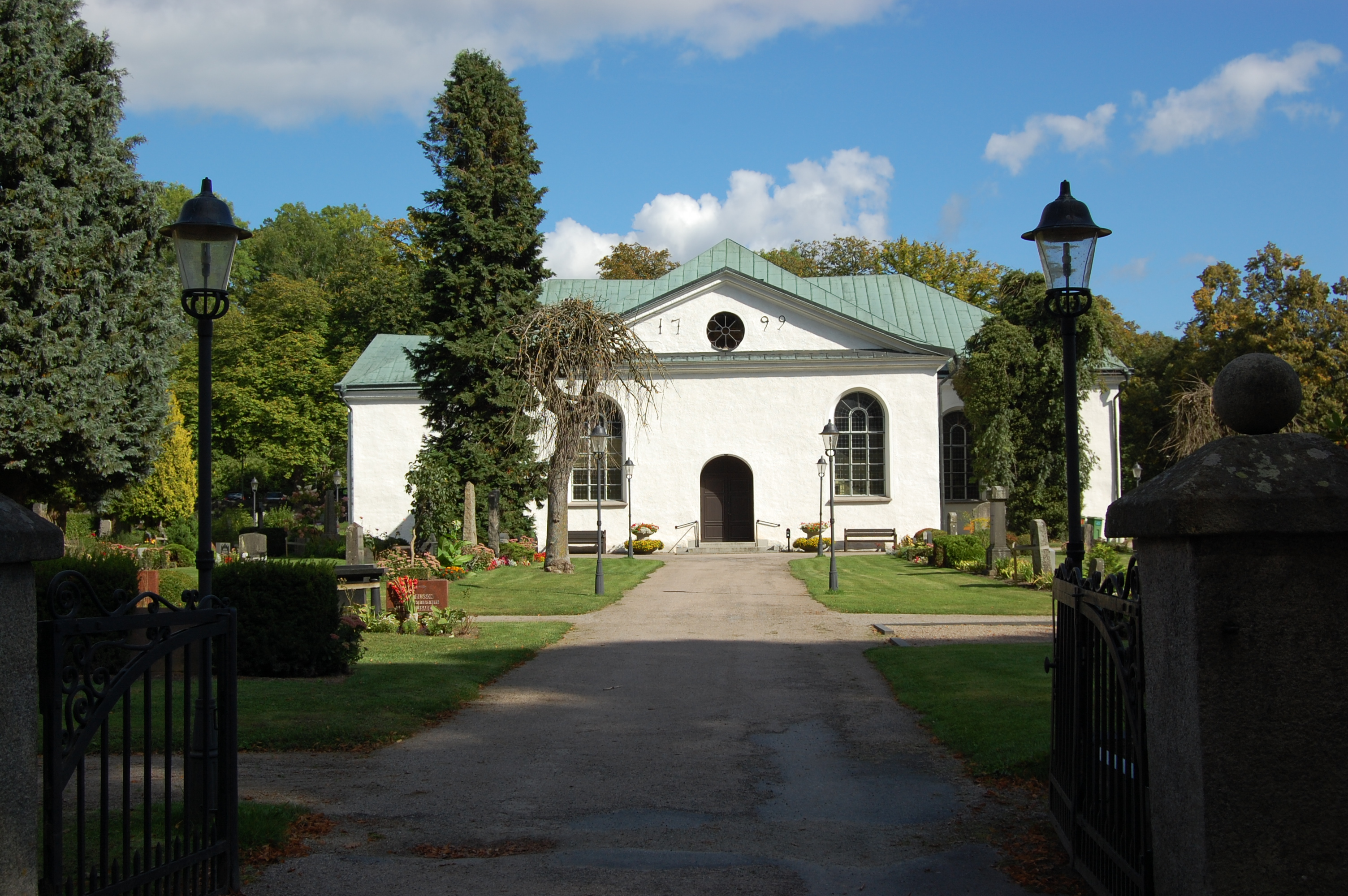
Kyrkan från väster.
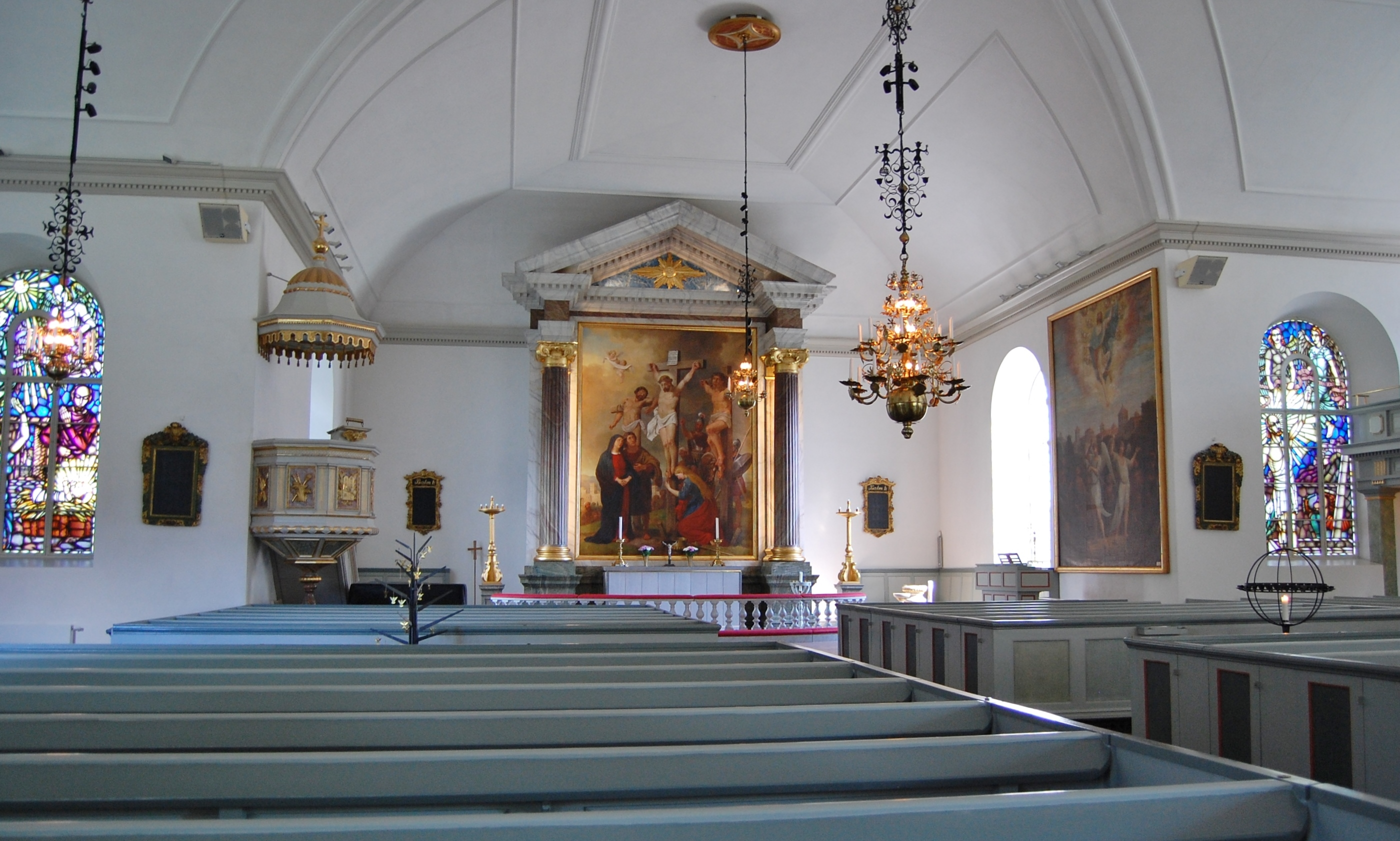
Kyrkans interiör mot öster och altaret.
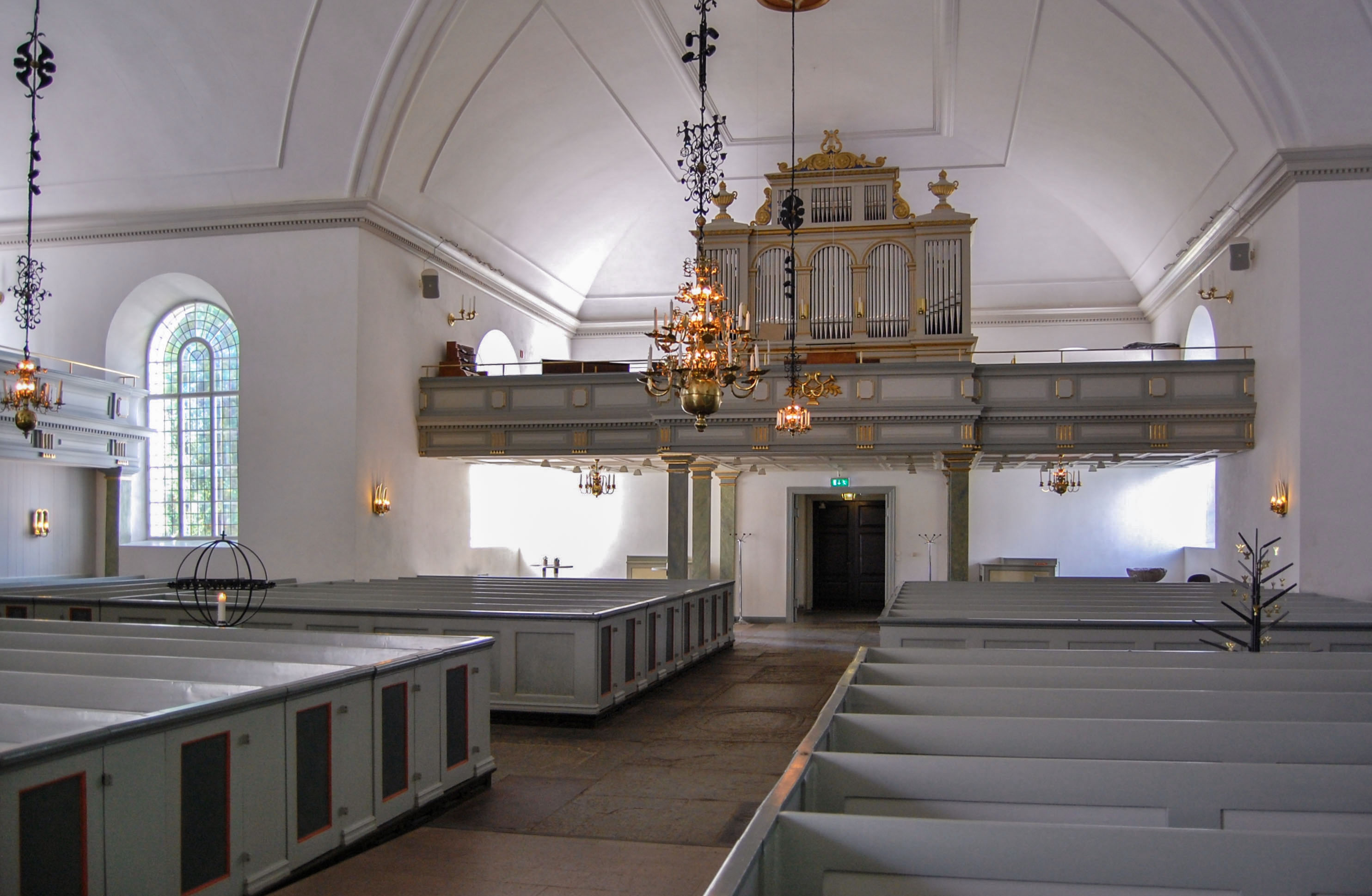
Interiör mot väster
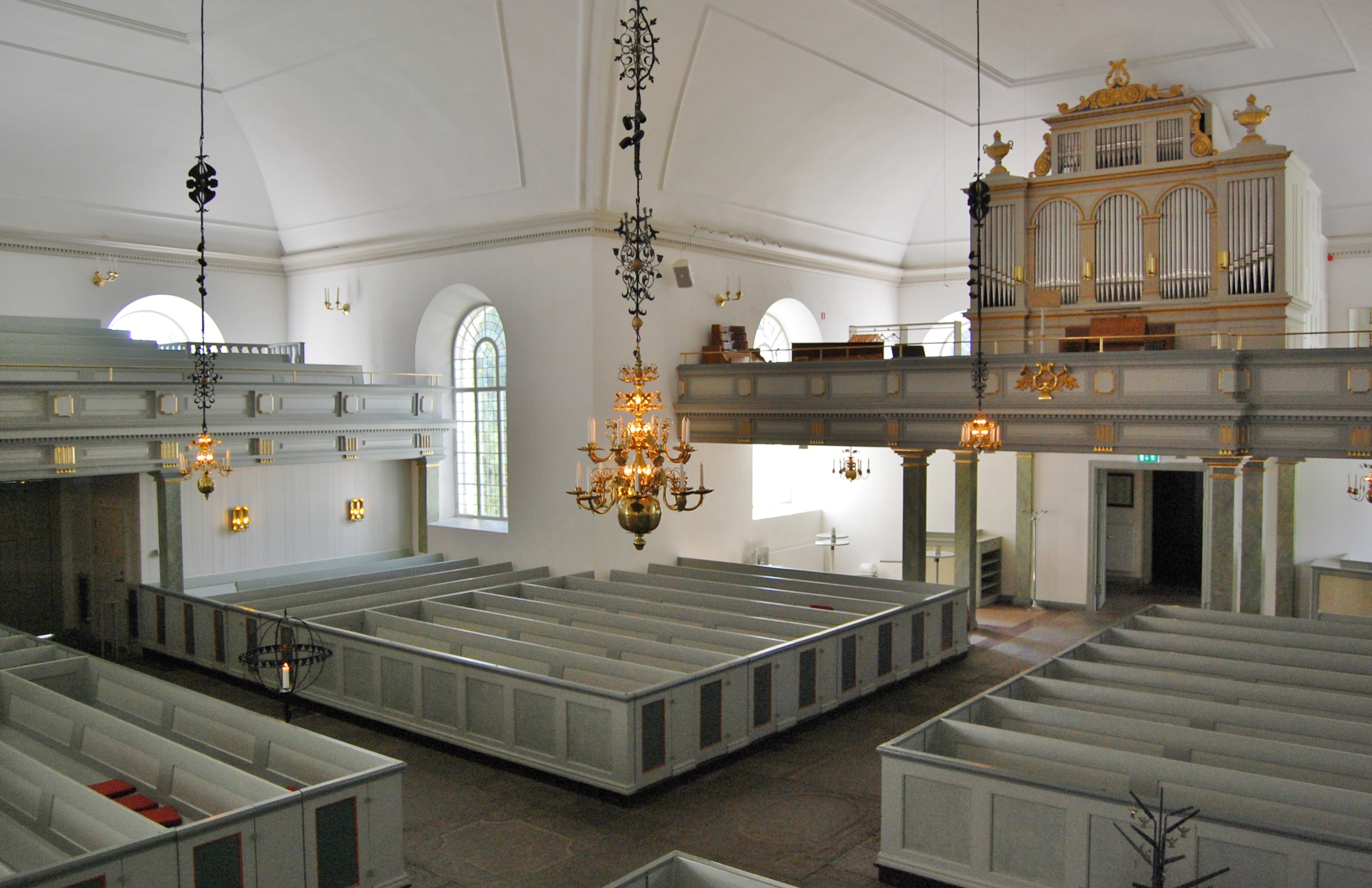
Kyrkorummet med korsarm.
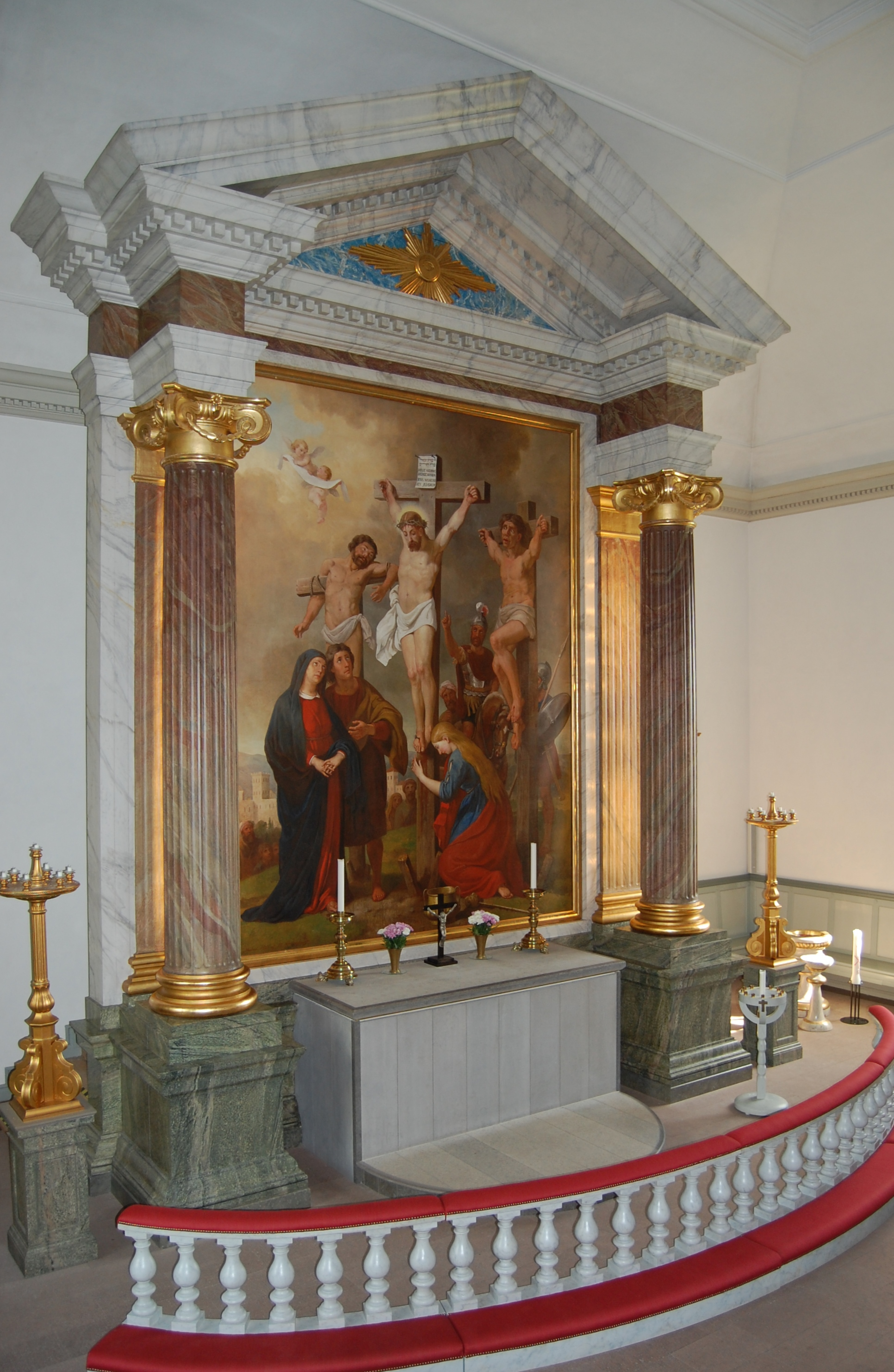
Koret.
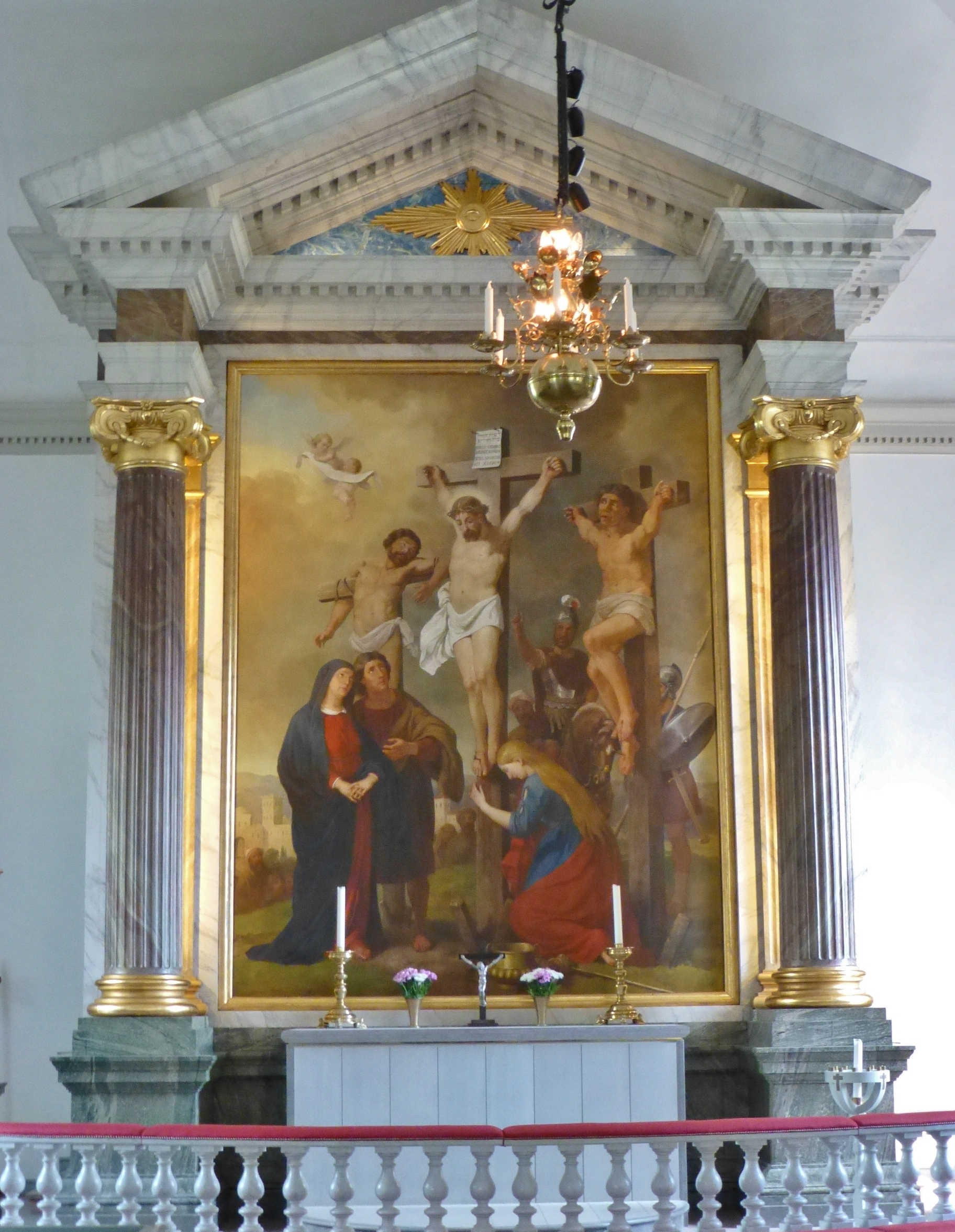
"Korsfästelsen" av Bengt Nordenberg.
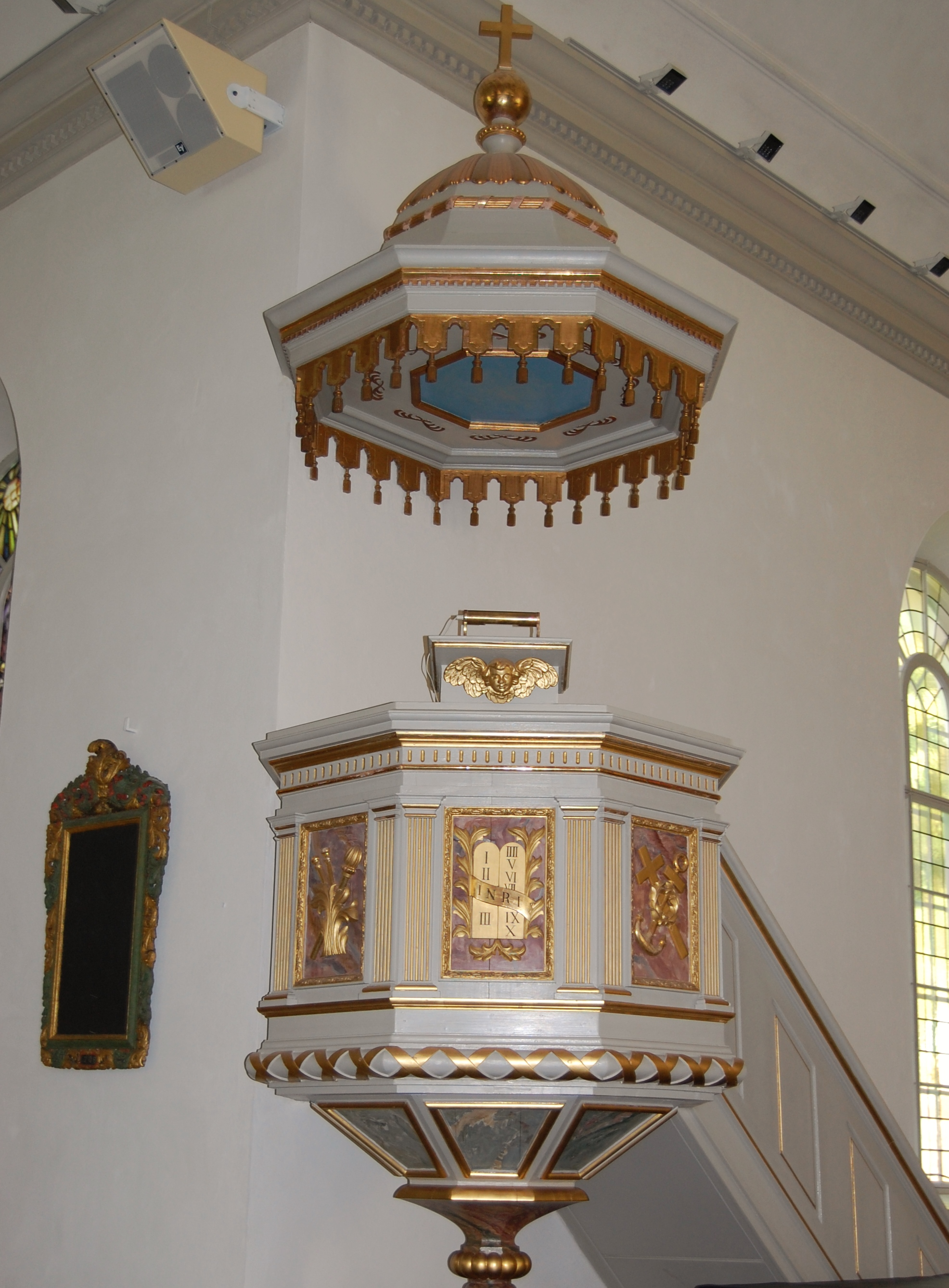
Predikstolen.
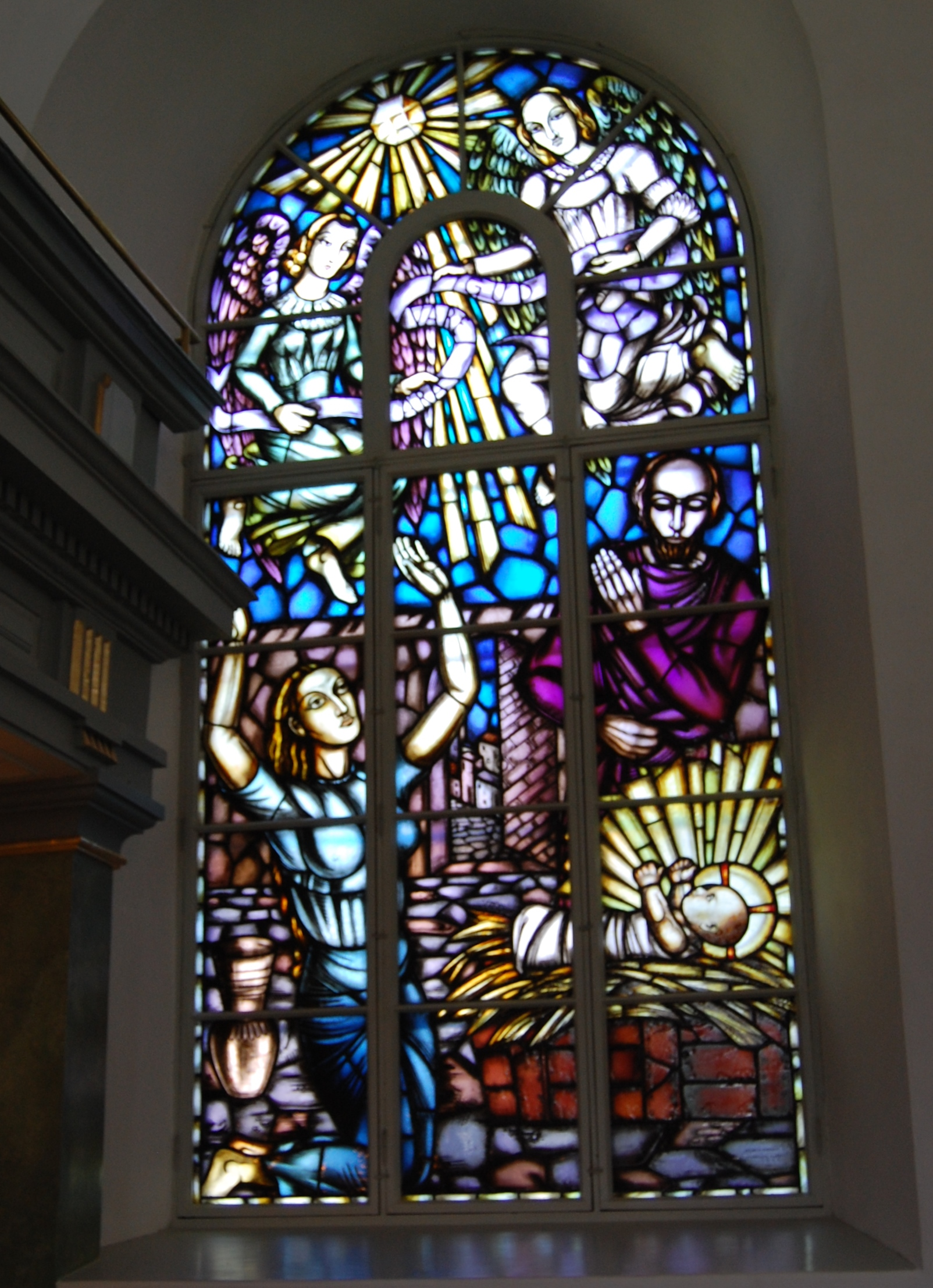
Glasmålning:"Jesu födelse".
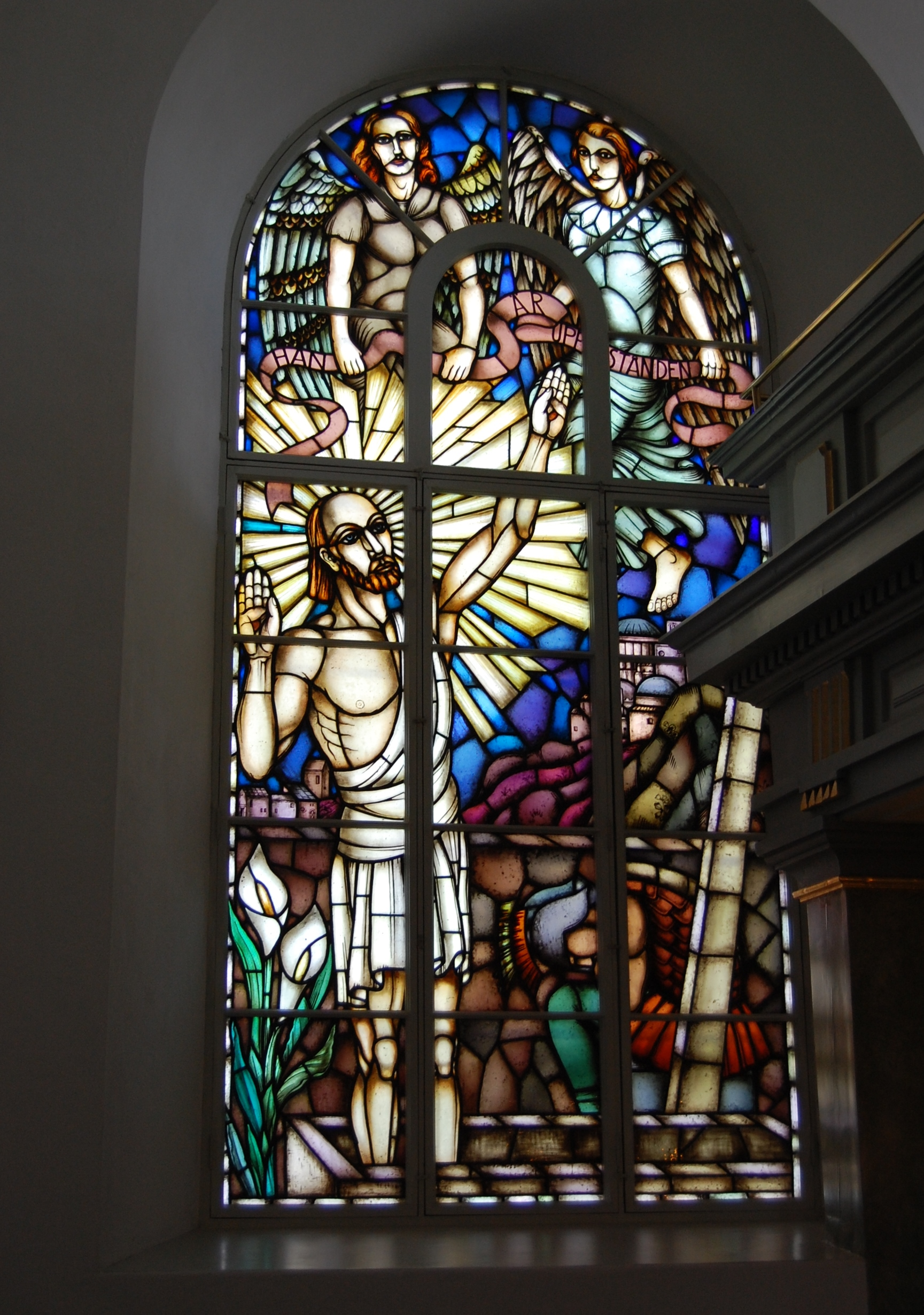
"Kristi uppståndelse".
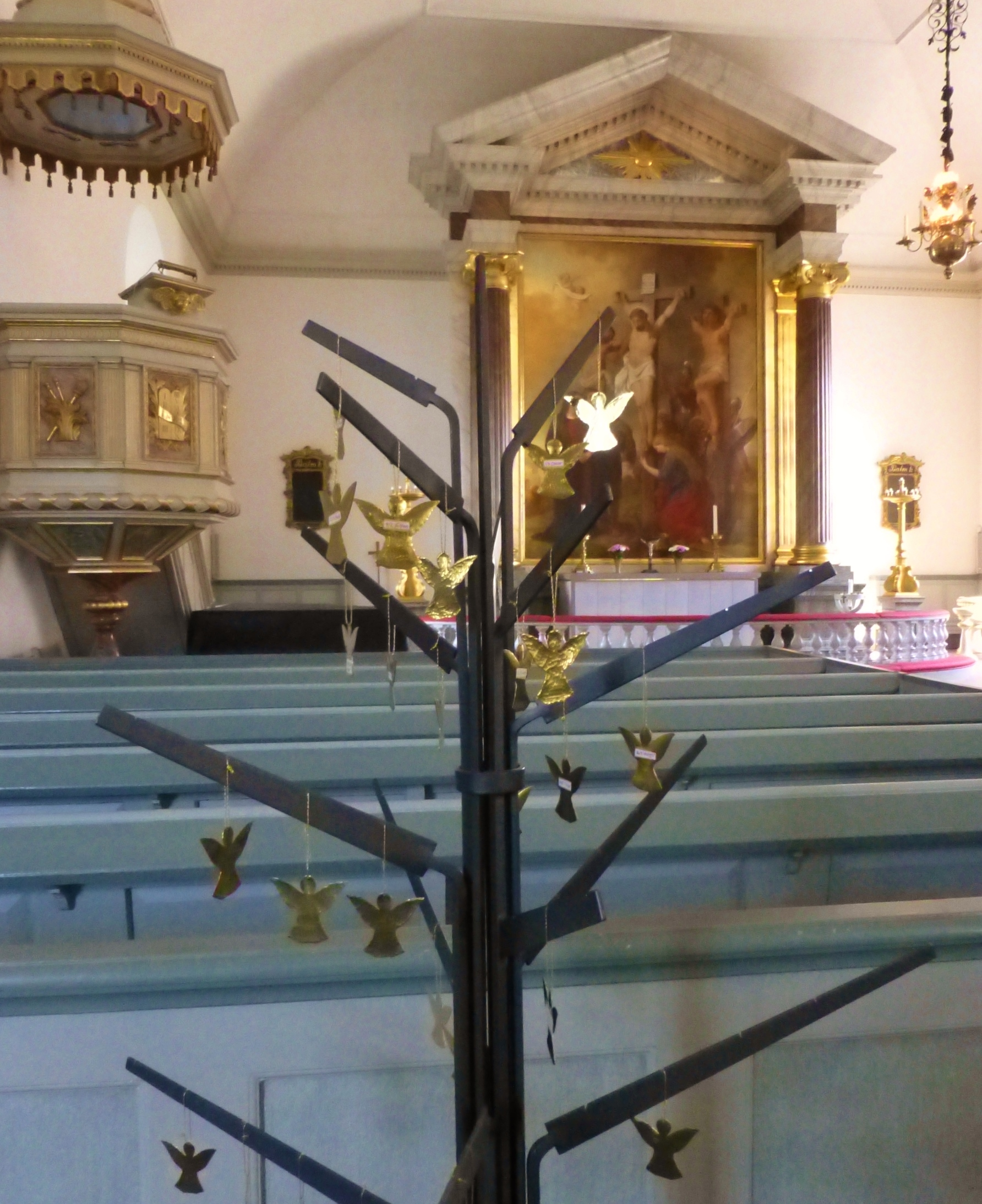
Träd med dopänglar.

## Orgel

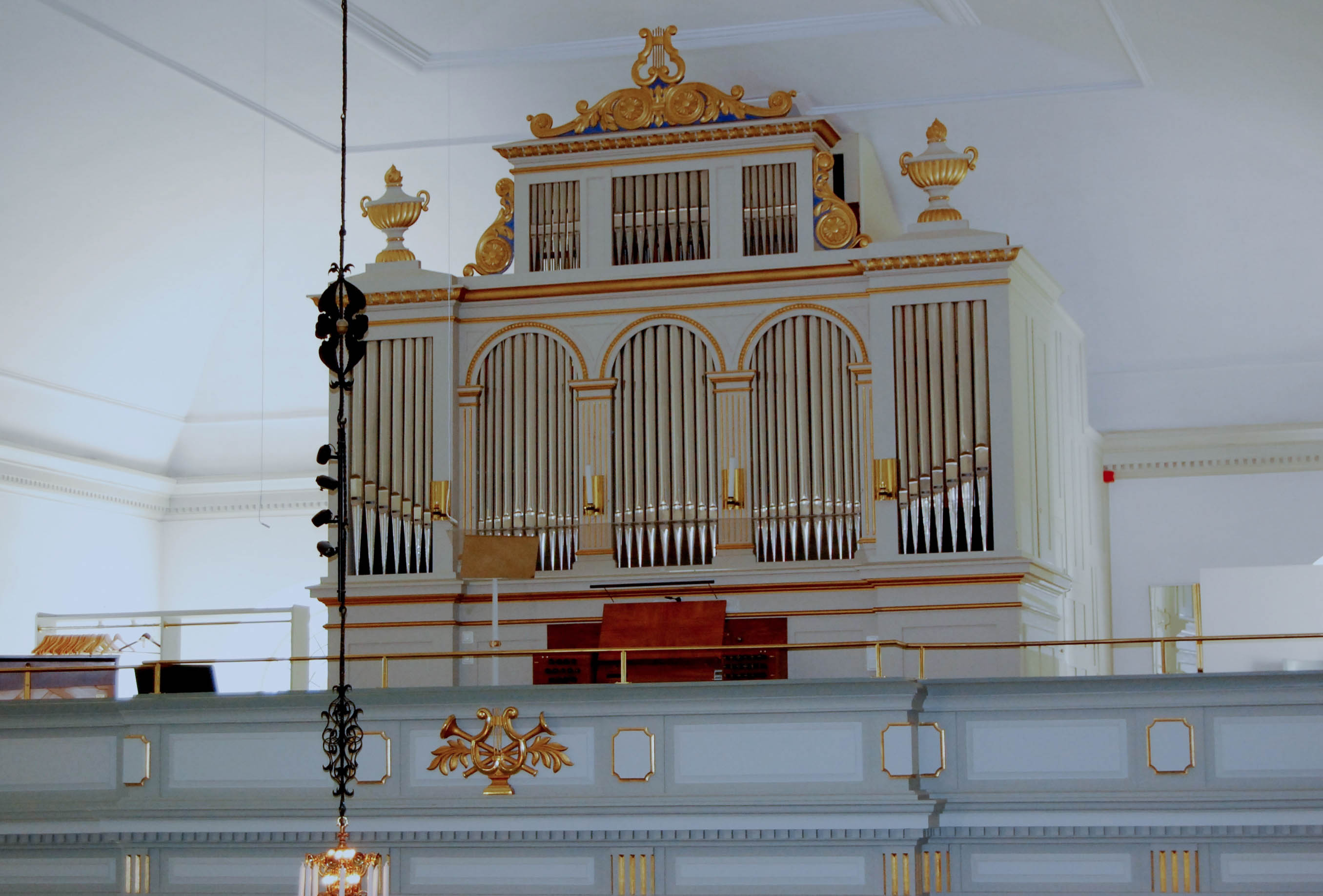
Orgeln

- Den första orgeln inköptes 1771 av orgelbyggare Andreas Malmlöf i Malmö. Den hade 10 stämmor och kostade 5700 daler kopparmynt. Orgeln har tre bälgar.[2]

| Manual           | Pedal   |
| Gedackt 8'       | Bihängd |
| Principal 4'     |         |
| Blockflöjt 4'    |         |
| Kvinta 3'        |         |
| Superoktava 2'   |         |
| Spetsflöjt 2'    |         |
| Sil flöjt 1 1/2' |         |
| Decima 1 3/5     |         |
| Mixtur II        |         |
| Trumpet 8'       |         |
| Tremulant        |         |

- 1827 byggdes ett av ett nytt orgelverk till kyrkan av orgelbyggaren, Johan Petter Åberg.
- 1887 byggde  C A Johansson i Hovmantorp en ny orgel.
- 1922 ersattes C A Johanssons orgel av ett nytt verk.
- Den senaste orgeln är byggd 1976.